# Aude Favre
Aude Favre, alias Aude WTFake, est une journaliste et vidéaste web française.
Elle est connue pour être la créatrice de la chaîne YouTube Aude WTFake dont le but est de mener des enquêtes contre les fausses informations.

## Biographie

### Vidéaste
En 2016, elle crée la chaîne YouTube Aude WTFake consacrée à la lutte contre les fausses informations,. Elle explique que l'idée de cette chaîne lui est venue en raison du contexte de l'époque et de la montée de la désinformation en ligne : 

« En fait ça a commencé en 2016 avec l’arrivée de Trump au pouvoir. J’avais déjà été assez secouée par l’attentat de Charlie Hebdo et j’avais constaté à cette époque, la montée en puissance des fake news et des théories du complot. »

Sur cette chaîne, qui comptabilise environ 82 100 abonnés en 2025, elle explique également les bases du journalisme et notamment ce qui fait une « vraie info ». Elle décrit également les étapes qui permettent de vérifier la fiabilité d’une information. 
En 2019, elle réalise une enquête sur la chaîne Youtube Lama Faché afin de tenter d'identifier le créateur de la chaîne mais également analyser ses méthodes pour attirer le maximum d’internautes. Dans cette enquête, le vidéaste Antoine Blanchemaison est identifié comme une piste possible, mais celui-ci dément catégoriquement, ce qui déclenche des critiques très violentes de la part d'un certain nombre d'internautes concernant la chaîne Aude WTFake.
En réponse à ces critiques, elle réalise une séance en direct avec sa communauté le 17 mai 2019, en compagnie du vulgarisateur politique Jean Massiet, dans lequel elle explique les coulisses des enquêtes et se défend d'avoir accusé le vidéaste, parlant plutôt d'un faisceau d’indices concordants. 
L'enquête est qualifiée d'« en demi-teinte » par certains médias en ligne.
Peu de temps après, le 29 juin 2019, le vidéaste Sylvqin publie une longue enquête de plus de 30 minutes qui aboutit à des résultats très différents d'Aude Favre, disculpant Antoine Blanchemaison. Cette enquête le mène plutôt vers un couple d'anciens joueurs de poker professionnels, âgés alors d'une trentaine d'année et vivant à Dubaï.

### Télévision
À la télévision, elle réalise différents documentaires pour les magazines Spécial investigation, Zone interdite ou encore Complément d'enquête.
De 2021 à 2023, elle réalise une série de cinq enquêtes, appelée Citizen Facts, consacrées à des thématiques sujettes à la désinformation. Ces enquêtes, réalisées en collaboration avec plus de 1 600 abonnés appartenant à sa communauté, traitent de problématiques tels que le complotisme antivax, les lobbys anti-IVG, la campagne de greenwashing de compagnies aériennes ou les tentatives de manipulations d’articles Wikipédia.

### Autres activités
Elle est la co-créatrice d'une association, nommée Fake Off, qui intervient dans des collèges ou des lycées afin de sensibiliser les adolescents aux techniques pour lutter contre la désinformation en ligne. 
Elle a également créé une rédaction citoyenne de lutte contre les fausses informations, composée de plus de 1 250 personnes venant de différents pays (France, Suisse, Belgique, Québec). 
En 2023, elle participe à une résidence de journalisme, Le monde commence à ma porte.

## Filmographie
- [vidéo][Production de télévision] « Citizen Facts (1/5) - Du discours antivax au conspirationnisme » sur Arte, 2023, 36 min (consulté le 4 novembre 2023)
- [vidéo][Production de télévision] « Citizen Facts (2/5) - Vols écolos, des promesses en l'air ? » sur Arte, 2023, 35 min (consulté le 4 novembre 2023)
- [vidéo][Production de télévision] « Citizen Facts (3/5) - Avortement : la croisade en ligne des anti-IVG » sur Arte, 2023, 37 min (consulté le 4 novembre 2023)
- [vidéo][Production de télévision] « Citizen Facts (4/5) - Wikipédia, nouvelle cible des conspirationnistes » sur Arte, 2023, 35 min (consulté le 4 novembre 2023)
- [vidéo][Production de télévision] « Citizen Facts (5/5) - Adrénochrome, la substance qui empoisonne la toile » sur Arte, 2023, 35 min (consulté le 4 novembre 2023)